# آلن پرلیس
آلن جی پرلیس (به انگلیسی: Alan Jay Perlis) ‏، دانشمند آمریکایی در علم کامپیوتر، اولین فردی است که جایزه تورینگ را دریافت کرده‌است. وی در مقطعی ریاست انجمن ماشین‌های محاسب را عهده‌دار بوده و کمک بسیاری به پیشرفت زبان‌های برنامه‌نویسی کرده‌است.

## زندگی‌نامه
پرلیس در سال ۱۹۲۲ در پیتسبورگ در ایالت پنسیلوانیا در آمریکا به دنیا آمد. او دارای مدارک دانشگاهی متعددی است. پرلیس ابتدا در سال ۱۹۴۲ مدرک لیسانس شیمی را از دانشگاه کارنگی ملون اخذ کرد. او به مدت سه سال از تاریخ ۲۲ دسامبر ۱۹۴۲ (دو روز پس از فارغ‌التحصیلی) تا سپتامبر ۱۹۴۵، یعنی تا پایان جنگ جهانی دوم در نیروی هوایی آمریکا خدمت کرد. در سپتامبر ۱۹۴۵ پس از آنکه پرلیس به زندگی غیرنظامی خود برگشت، در مؤسسه تکنولوژی ماساچوست (مشهور به ام‌آی‌تی) برای مطالعهٔ رشته شیمی در مقطع کارشناسی ارشد ثبت نام کرد که البته پس از مدتی متوجه می‌شود به شیمی علاقه ندارد، بنابراین در همان‌جا به مطالعه ریاضیات می‌پردازد. پرلیس در ام‌آی‌تی زیر نظر فیلیپ فرانکلین در زمینهٔ روش‌های آنالیز عددی شروع به تحقیقات می‌کند. او در سال ۱۹۴۹ مدرک فوق‌لیسانس و در ۱۹۵۰ مدرک دکترای خود را در ریاضیات از دانشگاه ام‌آی‌تی گرفت. پرلیس در پایان‌نامه دورهٔ کارشناسی ارشد خود به حل معادلات انتگرال خطی با استفاده از روش تکرار شونده پرداخت و در پایان‌نامه دورهٔ دکتری، راه حل خود را در پیرامون معادلات انتگرال مطرح کرد. پرلیس پس از دریافت دکترای خود تا ژانویه ۱۹۵۲ به عنوان محقق ریاضی در آزمایشگاه تحقیقاتی بالیستیک استخدام شد و بعد به ام‌آی‌تی بازگشت تا کار روی پروژهٔ گردباد را ادامه دهد. در اواخر همین سال او استادیاری در دانشگاه پردیو را پذیرفت. در ۱۹۵۶ او به دانشگاه کارنگی برگشت و به سمت‌های مدیر مرکز محاسبات و اولین رئیس دانشکده علوم کامپیوتر دانشگاه و نیز استاد ریاضیات در طول سالیان حضورش در کارنگی نایل آمد. پرلیس در سال ۱۹۷۱ از کارنگی به دانشگاه یل رفت و به جز یک سال که در دانشگاه کالیفرنیا بود، تا آخر عمر یعنی سال ۱۹۹۰ در یل ماند.
پرلیس در تمام زندگی حرفه‌ای خود، علاقهٔ اصلی‌اش زبان‌های برنامه‌نویسی بود. وقتی او در پاردو بود، شروع به طراحی کامپایلر IT یا Internal Translator (مترجم درونی) کرد که بعدها کار خود را در کارنگی تکمیل کرد. در سال ۱۹۵۷ او با سمت رئیس کمیته زبان‌های برنامه‌نویسی انجمن ماشین‌های محاسب برای ایجاد یک زبان برنامه‌نویسی جهانی مشترک شروع به کار کرد و در سال ۱۹۵۸ در کنفرانسی در زوریخ الگول را معرفی کرد. الگول یک زبان نسل دوم است که به پاسکال منجر شد و کمک شایانی به پیشرفت زبان‌های برنامه‌نویسی کرد.
پرلیس از سال ۱۹۵۸ تا ۱۹۶۲ ویراستار نشریه Communications of the ACM (ارتباطات ای‌سی‌ام) بود و از سال ۱۹۶۲ به مدت دو سال ریاست ACM (انجمن ماشین‌های محاسب) را برعهده داشت. او به خاطر تأثیرش در شیوه‌های برنامه‌نویسی پیشرفته و ساختمان کامپایلر مفتخر به دریافت جایزه تورینگ در سال ۱۹۶۶ گردید.
در سال ۱۹۸۲ پرلیس مقاله‌ای با عنوان Epigrams on Programming (نیش‌ونوش‌های برنامه‌نویسی) انتشار داد که تجربیاتش در زمینه برنامه‌نویسی را در عباراتی تک‌جمله‌ای بیان می‌کرد که این مقاله مورد توجه قرار گرفت.